# LS Airport Services
LS Airport Services (LSAS) – polskie przedsiębiorstwo zajmujące się obsługą naziemną samolotów na warszawskim Lotnisku Chopina, a także w portach lotniczych w Krakowie, Katowicach oraz w Gdańsku. Największy agent obsługi naziemnej oraz największy pracodawca branży lotniczej w Polsce. Od 6 lutego 2018 wchodzi – wraz ze spółką zależną LS Technics Sp. z o.o. – w skład Polskiej Grupy Lotniczej.

## Działalność
Przedsiębiorstwo oferuje usługi w zakresie załadunku i rozładunku bagażu, koordynacji obsługi rejsów, obsługi samolotów na płycie postojowej, odladzania samolotów, obsługi pasażerów i frachtu. Świadczy również usługi w zakresie obsługi cargo oraz zarządza kompleksem LS Cargo Park na terenie którego znajduje się największy w Polsce Terminal Cargo.
Przedsiębiorstwo działa w obecnej formie od 2011. Utworzone zostało z LOT Services oraz LOT Cargo po ich wyodrębnieniu z grupy PLL LOT. LOT Services powstało w 2009 po przejęciu przez spółkę masy upadłościowej przedsiębiorstwa LOT Ground Services.
Od 2015 spółka jest największym operatorem handlingowym w Polsce oraz największym pracodawcą w polskiej branży lotniczej. W 2018 zatrudniała ponad 3000 pracowników.